# Banca San Paolo di Brescia
La Banca San Paolo di Brescia è stata una banca italiana con sede a Brescia. Nel 1998, a seguito della fusione con il Credito Agrario Bresciano, nasce la Banca Lombarda, che a sua volta conferirà gli sportelli al Banco di Brescia. A partire dal 20 febbraio 2017, il Banco di Brescia viene incorporato nella capogruppo UBI Banca.

## Storia
La Banca San Paolo di Brescia fu fondata a Brescia nel marzo 1888. Promotore ne fu l'avvocato Giuseppe Tovini, convinto che l'autonomia delle istituzioni e organizzazioni cattoliche dovesse fondarsi sull'indipendenza finanziaria delle stesse. L'attività ebbe inizio nel settembre dello stesso anno in due locali, collocati in casa Morelli. Le prime agenzie vennero aperte nel 1889 a Bagolino, Pisogne e Cividate Camuno (quest'ultima nella casa del Tovini in Via Palazzo).
Giovanni Maria Rovetta fu il primo Presidente della Banca San Paolo dal 6 settembre 1888 fino alla sua morte (10 agosto 1901).
Nel 1963 la Banca San Paolo acquisì il controllo della Banca di Valle Camonica, anch'essa fondata su idea di Giuseppe Tovini.
Nel 1998 fu deliberata la fusione della Banca per incorporazione nel Credito Agrario Bresciano, trasformato poi in Banca Lombarda.
L'anno successivo gli sportelli della Banca Lombarda furono trasferiti alla controllata Banco di Brescia.
Il nome della Banca San Paolo era ancora ricordato nel nome completo dell'istituto: Banco di Brescia San Paolo CAB.
Nello stesso 1998, per proseguire i valori e gli scopi originari della finanza cattolica, è nata la Fondazione Banca San Paolo di Brescia.